# Andoni Aduriz
Andoni Luis Aduriz, né le 13 juin 1971, est un chef cuisinier espagnol. Son restaurant Mugaritz, situé à Errenteria est doublement étoilé au guide Michelin depuis 2006 et a été classé troisième meilleur restaurant du monde au 50 Best en 2011 et 2012.

## Biographie
Andoni Aduriz naît à Saint-Sébastien en 1971 où il suit l'école de cuisine,. Il est formé par Pedro Subijana, Juan Mari Arzak et Ramon Roteta et déménage en Catalogne en 1993 pour travailler avec le chef Ferran Adria au restaurant El Bulli,.
Il ouvre Mugaritz en 1998. À partir de 2011, le restaurant ferme pendant quatre mois chaque année pour permettre un travail de recherche et de développement sur le menu.
En 2018, Aduriz ouvre un deuxième restaurant nommé Topa Sulkaderia à Saint-Sébastien.
Il fonde Dialogos de Cocina, une conférence internationale qui fait la promotion des échanges d'idées entre les chefs, les groupes de recherches, entre autres.
Il est le juge de l'assiette finale dans l'épisode 2 de la saison 1 de la série Netflix The Final Table.
Il est juré dans l'émission Top Chef diffusée en France sur M6 à plusieurs reprises (saison 12 en 2021, saison 13 en 2022 et saison 15 en 2024).